# Isak Collijn

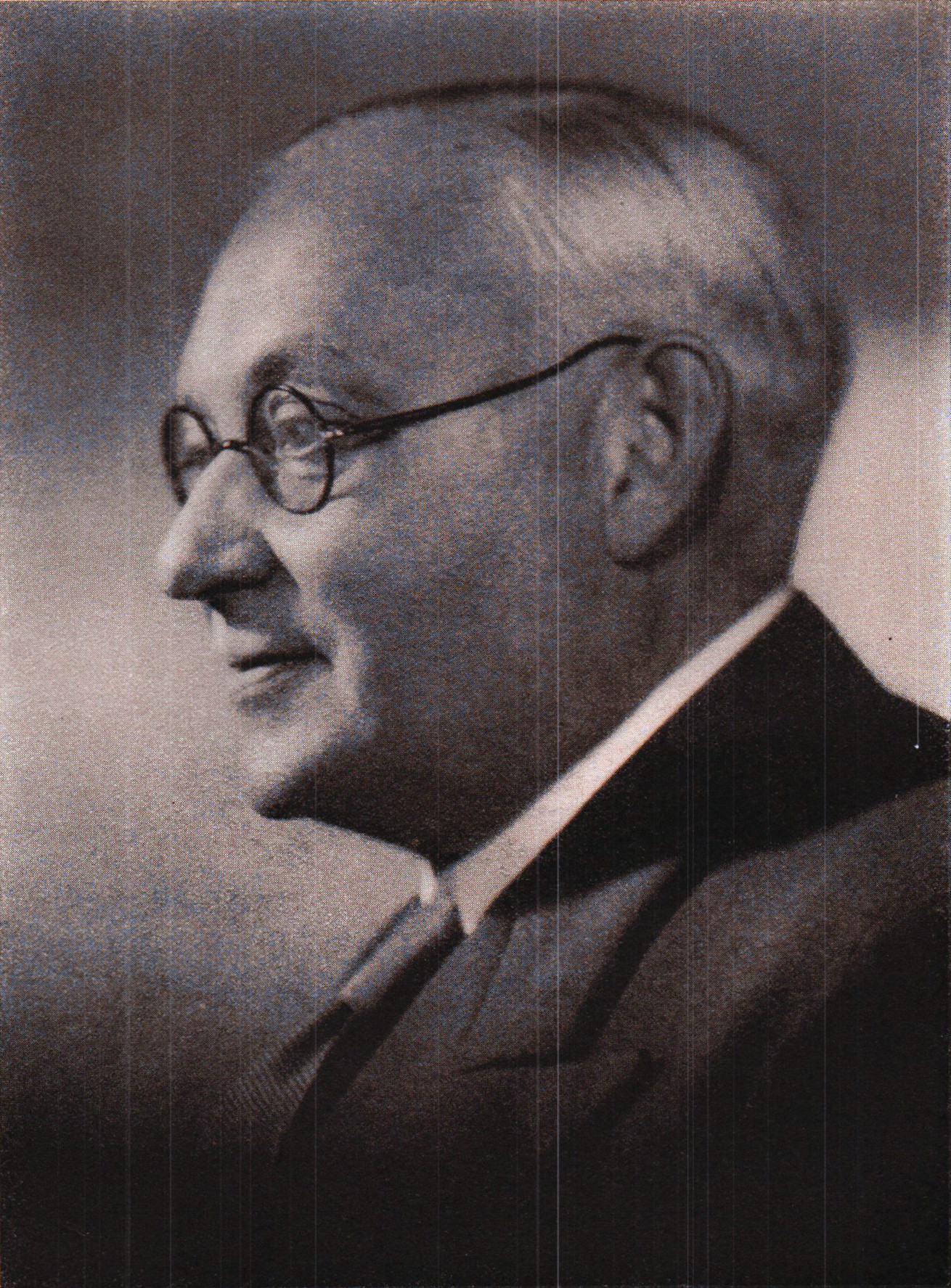
Isak Collijn

Isak Collijn, vollständig: Isak Gustaf Alfred Collijn (* 17. Juli 1875 in Halmstad; † 28. März 1949 in Stockholm) war ein schwedischer Buchhistoriker, Inkunabelforscher und Reichsbibliothekar.

## Leben und Wirken
Collijn studierte ab 1893 an der Universität Uppsala und wurde hier 1902 mit einer Dissertation über Les suffixes toponymiques dans les langues francaise et provencale zum Dr. phil. promoviert. 1905 wurde er Wissenschaftlicher Mitarbeiter (amanuens) an der Universitätsbibliothek Lund und danach in Uppsala.  Von 1916 bis 1940 leitete er als Reichsbibliothekar die schwedische Königliche Bibliothek. Ab 1922 war er Mitglied der Kungliga Vitterhets Historie och Antikvitets Akademien und ab 1924 der Königlich Schwedischen Akademie der Wissenschaften. Seit 1936 war er korrespondierendes Mitglied der Bayerischen Akademie der Wissenschaften.
Collijns Lebenswerk war die Verzeichnung aller schwedischen Inkunabeln in mehreren Katalogen (Universitätsbibliothek Uppsala 1907, Diözesanbibliothek Linköping 1909, Königliche Bibliothek 1914 und Stadtbibliothek Norrköping 1924) sowie die schwedische Nationalbibliographie bis einschließlich zum Jahr 1600 (Sveriges bibliografi intill år 1600), welche die von Gustaf Edvard Klemming (1823–1893) und  A. Andersson begonnene retrospektive Nationalbibliographie (Sveriges bibliografi, omfattande tiden 1530-1600) fortsetzte. Bei seinen Arbeiten fand er mehrfach Drucke aus dem Ostseeraum, die vorher nicht bekannt waren. Seine Ergebnisse publizierte Collijns in zahlreichen Aufsätzen. Er forschte über die Heilige Birgitta von Schweden und war ab 1924 Herausgeber der Acta et processus canonizacionis beate Birgitte und der Birgittinska gestalter (1929). Ab 1914 war Collijn Redakteur der Nordisk tidsskrift för bok- och biblioteksväsen. Er war Mitglied der Gesellschaft für Typenkunde des 15. Jahrhunderts und der Kommission für den Gesamtkatalog der Wiegendrucke. Ab 1927 wirkte er im  International library and bibliographical committee und vertrat Schweden auf mehreren Bibliothekskongressen.
Er war verheiratet mit der Schauspielerin Ellen Appelberg (1878–1960).

## Schriften
- Kataloger öfver i svenska offentliga Bibliotek befintliga Inkunabler.
  - Katalog öfver Västerås Läroverksbiblioteks Inkunabler. Almqvist & Wiksell, Uppsala 1904.
  - Katalog öfver Linköpings Stifts- och Läroverks-Biblioteks Inkunabler. Almqvist & Wiksell, Uppsala 1909.
  - Katalog der Inkunabeln der Kgl. Universitäts-Bibliothek zu Uppsala. Almqvist & Wiksell, Uppsala 1907.
  - Katalog der Inkunabeln der Kgl. Bibliothek in Stockholm. [s. l.] : [s. n.] Stockholm (Almqvist & Wiksell).
- Drei neu aufgefundene niederdeutsche Einblattkalender des 15. Jahrhunderts. Ein Beitrag zur Geschichte des Lübecker Buchdrucks. Akademiska Bokhandeln / Harrassowitz, Uppsala / Leipzig 1904.
- Lübecker Frühdrucke in der Stadtbibliothek zu Lübeck. In: Zeitschrift des Vereins für Lübeckische Geschichte und Altertumskunde. 9, 1907, S. 285–333.
- Katalog der Ornamentstichsammlung des Magnus Gabriel de la Gardie in der Kgl. Bibliothek zu Stockholm. Stockholm-Uppsala: Kgl. Bibliothek 1933.
- Schweden: Land und Volk im Buch; Ausstellg d. Königl. Bibliothek in Stockholm ; Unter d. Protektorat Sr Exzellenz d. Königl. Schwed. Gesandten. Berlin: Preußische Staatsbibliothek 1937.
- Sveriges bibliografi intill år 1600 3 Bände. Svenska litteratursällskapet, Uppsala 1927–1938.
- Svensk typografisk Atlas: 1400- och 1500-talen. G. Gebers Förlag, Stockholm 1952.

Herausgeber
- Nordisk tidskrift för bok- och biblioteksväsen. 19144 ff (Digitalisate im Projekt Runeberg).